# Anna Johana Closen von Haidenburg
Anna Johana Closen von Haidenburg (1655–1720) – byla dcerou Jiřího Ehrenreicha von Closena, komorníka (francouzsky chambellan) Württemberských panovníků, a Potentie von Croneck.

## Život
Před rokem 1682 se provdala za barona Ferdinanda I. Hohenstein. V roce 1681, nebo 1682 se jim narodil syn Ferdinand II. Před rokem 1693 její manžel zemřel v boji při obléhání neuvedeného města.
Dne 1. března 1693 se v Bratislavě provdala za Johana Wilhelma von Walterskirchen zu Wolfstahl.
Baronka se stala rovněž dámou Řádu hvězdového kříže, který dostávaly vysoce urozené šlechtičny.